# KXM (gruppo musicale)
I KXM sono un supergruppo hard rock statunitense, formato nel 2013 da Ray Luzier, George Lynch e Doug Pinnick.

## Storia del gruppo
Il gruppo si è formato nel 2013, quando i tre membri del gruppo si incontrarono al compleanno del figlio di Luzier. Luzier fece fare un tour della propria casa/studio agli altri due e propose loro di fare un album.
Secondo Lynch, il nome KXM deriva dai gruppi dei tre membri: K dai Korn, X dai King's X e M dai Lynch Mob.

## Discografia
- 2014 – KXM
- 2017 - Scatterbrain
- 2019 - Circle of Dolls

## Formazione
- dUg - voce, basso (2013-presente)
- George Lynch - chitarra (2013-presente)
- Ray Luzier - batteria (2013-presente)